# Looking Down Yosemite Valley, California
Looking Down Yosemite Valley, California – obraz olejny namalowany przez amerykańskiego malarza niemieckiego pochodzenia Alberta Bierstadta w 1865, znajdujący się w zbiorach Birmingham Museum of Art w amerykańskim mieście Birmingham (stan Alabama).
W poszukiwaniu nowych inspiracji, Bierstadt dołączył do wyprawy przez Góry Skaliste w 1859. Tam odkrył majestatyczne widoki, które stały się znakiem rozpoznawczym jego późniejszych dzieł. Podczas drugiej wyprawy w 1863 dotarł m.in. do Yosemite Valley w Kalifornii – szkice które wykonał podczas tej wyprawy dostarczyły pejzaży dla niektórych z jego najwspanialszych obrazów, w tym Looking Down Yosemite Valley, California.

## Opis
Widok Yosemite Valley to nie tylko doskonałe dzieło amerykańskiego krajobrazu, ale także dokument o historii zachodniej ekspansji w Stanach Zjednoczonych (Boskie Przeznaczenie) – wielkie wymiary tego obrazu (163,8 × 245,1 cm) służą do pokazania „dzikiego” piękna Yosemite Valley. Formacja skalna El Capitan (po prawej) i Sentinel Rock (po lewej) wyglądają potężnie na tle wschodzącego słońca. 
Płótno Bierstadta prezentuje spokój i inspirujący widok amerykańskiego Zachodu – spektakularna, naturalna panorama sugeruje możliwość nowego początku dla osób mieszkających w stanach na Wschodzie zniszczonych w wyniku wojny secesyjnej. 
Co ciekawe artysta nie umieścił na obrazie zwierząt i ludzi, co sugeruje, że ten dziewiczy Eden czeka być zostać odkrytym.